# Phinaea albolineata
Phinaea albolineata är en tvåhjärtbladig växtart som först beskrevs av William Jackson Hooker, och fick sitt nu gällande namn av George Bentham och William Botting Hemsley. Phinaea albolineata ingår i släktet Phinaea och familjen Gesneriaceae. Inga underarter finns listade i Catalogue of Life.